# La Torre de Cabdella
La Torre de Cabdella – gmina w Hiszpanii, w prowincji Lleida, w Katalonii, o powierzchni 165,53 km². W 2011 roku gmina liczyła 755 mieszkańców.